# Boom met schepen
Boom met schepen is een kunstwerk van Katrien Vogel. Het beeld werd onthuld op 2 juni 2010 geplaatst bij school Het Palet aan de straat Rijneiland te Odijk. De plek op het grasveld voor het Palet was bedoeld als tijdelijke locatie. Na afronding van de bouwwerkzaamheden op Rijneiland zou het beeld worden verplaatst naar de nabij gelegen rotonde. 

Het beeld heeft een ijzeren binnenframe en is opgetrokken uit polyester dat is afgewerkt met grijze grafietpotloden. Om het object weerbestendig te maken is bootlak gebruikt. De boom is met een voetplaat op een betonnen fundering gemonteerd.
De kunstenares ontleende het idee voor het beeld door associaties bij het woord rotonde: Een rotonde is een soort niemandsland, waar nooit iemand komt. Alle wegen voor de auto's, fietsers en voetgangers lopen eromheen. Mensen kijken wel altijd naar dat "Niemandsland". Vandaar ook weer de associatie van het woord 'water'. 
De huisstijl van de Gemeente Bunnik heeft water als bindend element tussen de kernen Odijk, Bunnik en Werkhoven. Ook in de geschiedenis speelt water een belangrijke rol. Er was een haven aan de (toen nog niet Kromme) Rijn. 
De boom heeft vier takken waaraan witte linten hangen. De boten op het beeld en de linten zijn een verwijzing naar de geschiedenis aan het water. Het water wordt gesymboliseerd door de witte linten. Als speels contrast met de rechte, geordende omgeving (zelfs de bomen staan recht en op gelijke afstand van elkaar) koos Vogel voor een scheefstaande boom.